# Albert Serra
Albert Serra (ur. 9 października 1975 w Banyoles) – hiszpański reżyser, scenarzysta, montażysta i producent filmowy pochodzenia katalońskiego.
Jego film Historia mojej śmierci (2013) zdobył Złotego Lamparta na MFF w Locarno. Obraz opowiadał o spotkaniu Casanovy z hrabią Drakulą w czasie podróży po Transylwanii. W Śmierci Ludwika XIV (2016) w tytułowej roli Króla Słońce obsadził legendę francuskiej nowej fali Jean-Pierre’a Léaud. Kolejny film Serry, kontrowersyjny Liberté (2019), przyniósł mu Nagrodę Specjalną Jury w sekcji "Un Certain Regard" na 72. MFF w Cannes.
Zasiadał w jury konkursu głównego na 74. MFF w Berlinie (2024).